# Grotte Sainte-Reine
Pour les articles homonymes, voir Sainte-Reine.
La grotte Sainte-Reine ou trou de Sainte-Reine est une grotte classée pour son gisement archéologique, située sur la commune de Pierre-la-Treiche, en rive droite de la Moselle. C'est la deuxième plus grande cavité naturelle du département de Meurthe-et-Moselle pour ce qui est du développement connu.
Cette grotte, composée de plusieurs entrées classées sous le nom générique de « grottes dites Trou de Sainte-Reine », faisait partie initialement d'un endokarst situé sous le fond de la vallée de la Moselle ; cet endokarst a été recoupé lorsque la rivière s'est encaissée. Avant sa capture par la Meurthe, la Moselle a participé à la création et à l'élargissement de l'ensemble des grottes puis à leur comblement avec ses alluvions.
À la suite de la découverte d'ossements d'animaux préhistoriques et de pièces manufacturées, la cavité a été classée aux monuments historiques par un arrêté daté du 24 février 1910.

## Historique

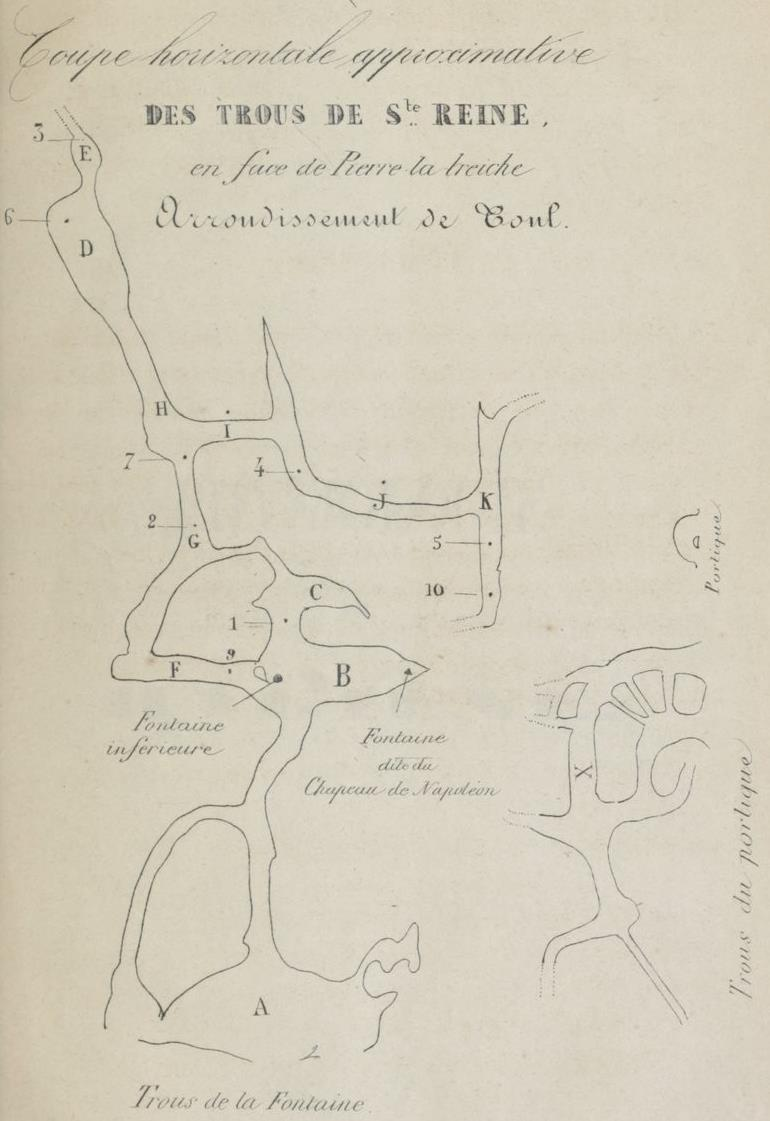
Plan de la grotte Sainte-Reine (Pierre-la-Treiche, France) publié par N. Husson en 1863 dans « Notes pour servir aux recherches relatives à l'époque de l'apparition de l'Homme sur la Terre et importance d'un air abondant et pur ».

Cette cavité devrait son nom à une femme de chef (une « sainte reine ») de l'époque celte, gallo-romaine ou franque qui, étant morte, y aurait été cachée pour la soustraire à l'ennemi.
Cette cavité est connue au moins depuis le XVIIIe siècle, puisque le grand porche (ou portique) était occupé par un ermitage puis un fabricant de patins vers la fin du siècle. Les Trous de Sainte-Reine sont cités en 1861 par Henri Lepage dans son Dictionnaire géographique de la Meurthe.

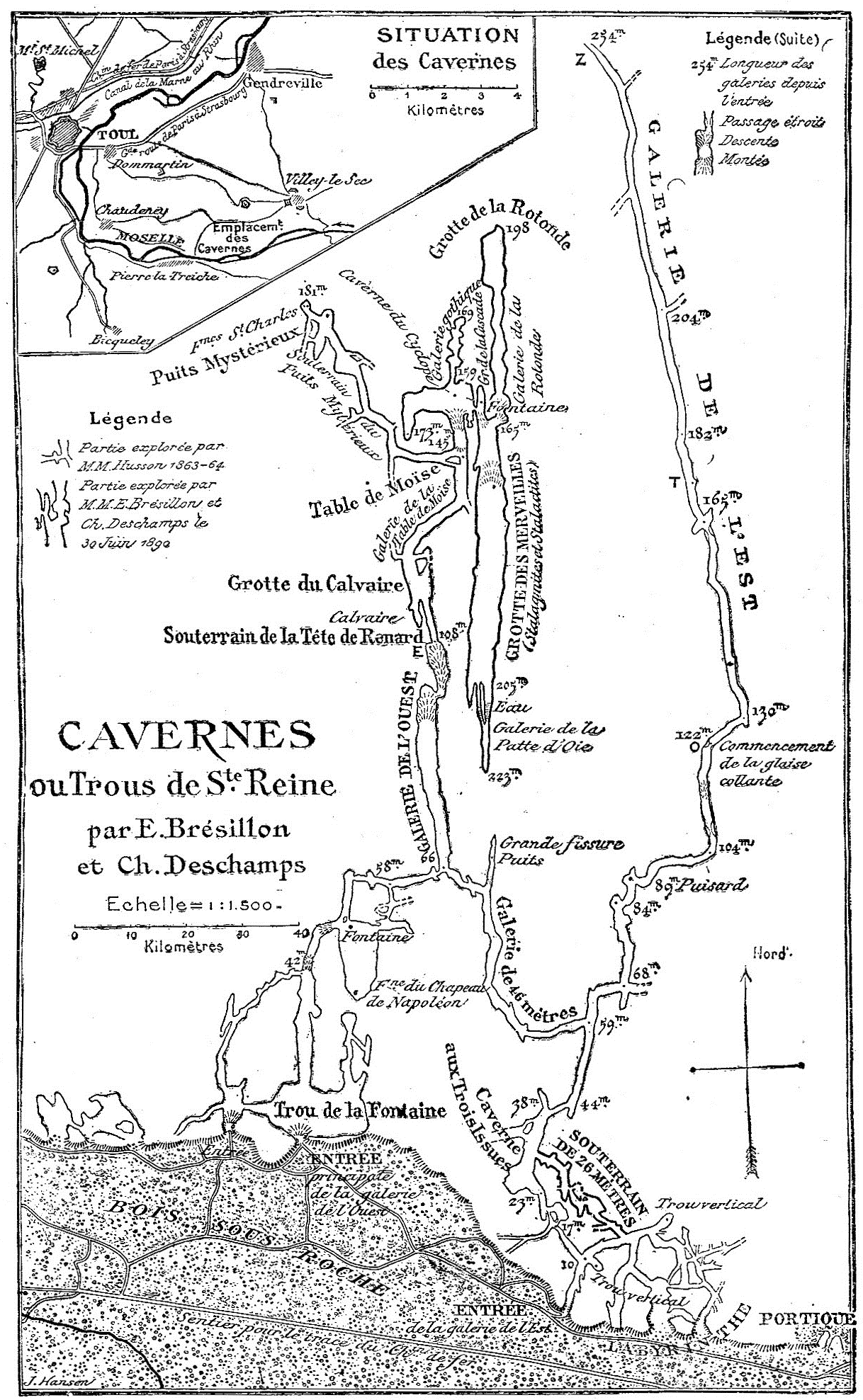
Plan de la grotte Sainte-Reine (Pierre-la-Treiche, France) publié par E.-A. Martel en 1894 dans « Les abîmes ».

C'est néanmoins à partir de la seconde moitié du XIXe siècle que son exploration commence, notamment avec les prélèvements d'ossements par Moreau, comme une portion de mâchoire d'ours des cavernes,. Nicolas Husson (°1814 - †1890), pharmacien de Toul, aidé de son fils Camille (°1843 - †1886), entreprennent son exploration systématique. Ils ébauchent un premier plan en 1863 puis un nouveau, plus complet, en 1864. Dans le sol de la salle du Chapeau de Napoléon et les débuts de la galeries de l'Ouest et de la galerie Transversale, Nicolas Husson trouve des ossements d'animaux dont mâchoires, fémurs, humérus, cubitus, côtes... d'ours des cavernes, dents et débris d'ossements de hyène des cavernes, etc. examinés par Dominique Alexandre Godron, doyen de la faculté des sciences de Nancy, et Paul Gervais, doyen de la faculté des sciences de Montpellier, puis des ossements humains et des pièces manufacturées (silex taillés, amulette en bois de cerf ou de renne, vase en verre bleu émaillé d'époque romaine, etc. au niveau du labyrinthe et du portique). Dans le même temps, MM. Gaiffe et Benoît fils s'intéressent à la grotte, s'aventurent dans la galerie de l'Est et y prélèvent divers ossements.
À la fin du XIXe siècle les travaux sont repris par de nouveaux explorateurs, Ernest Brésillon et Charles Deschamps, qui effectuent d'importants travaux de désobstruction et publient un nouveau plan en 1891, plan repris par Édouard-Alfred Martel en 1894 dans Les abîmes en page 413. Dans la première moitié du XXe siècle ils sont suivis par Restiaux, Jean Bourgogne, Christian Chambosse puis Robert Chevallereau et Jean Colin.
Dans les années 1960, les travaux conjoints de l'Association spéléologique de la Haute-Marne basée à Saint-Dizier et de l'Union spéléologique de l'agglomération nancéienne permettent d'aboutir au plan actuel.
En 2004, le développement total s'élève à 1 260 mètres pour un dénivelé de 17 mètres.
David Parrot et l'USAN y ouvrent en octobre 2008 une nouvelle galerie qu'ils baptisent la Salle 33.
Entre 2016 et 2020 Olivier Gradot, Théo Prévot et d'autres membres de l'USAN y désobstruent une galerie baptisée la galerie Rat-Lynx et démontrent l'existence de galeries tridimensionnelles,.
Dans le cadre des recherches de sa thèse, Benoît Losson est amené, à la fin des années 1990, à y prélever des matériaux pour établir des datations en lien avec la capture de la Moselle et l'influence de l'endokarst de Pierre-la-Treiche dans cette capture. Ses travaux conduisent à une datation des grottes de Pierre-la-Treiche antérieure à 300 000 ans.

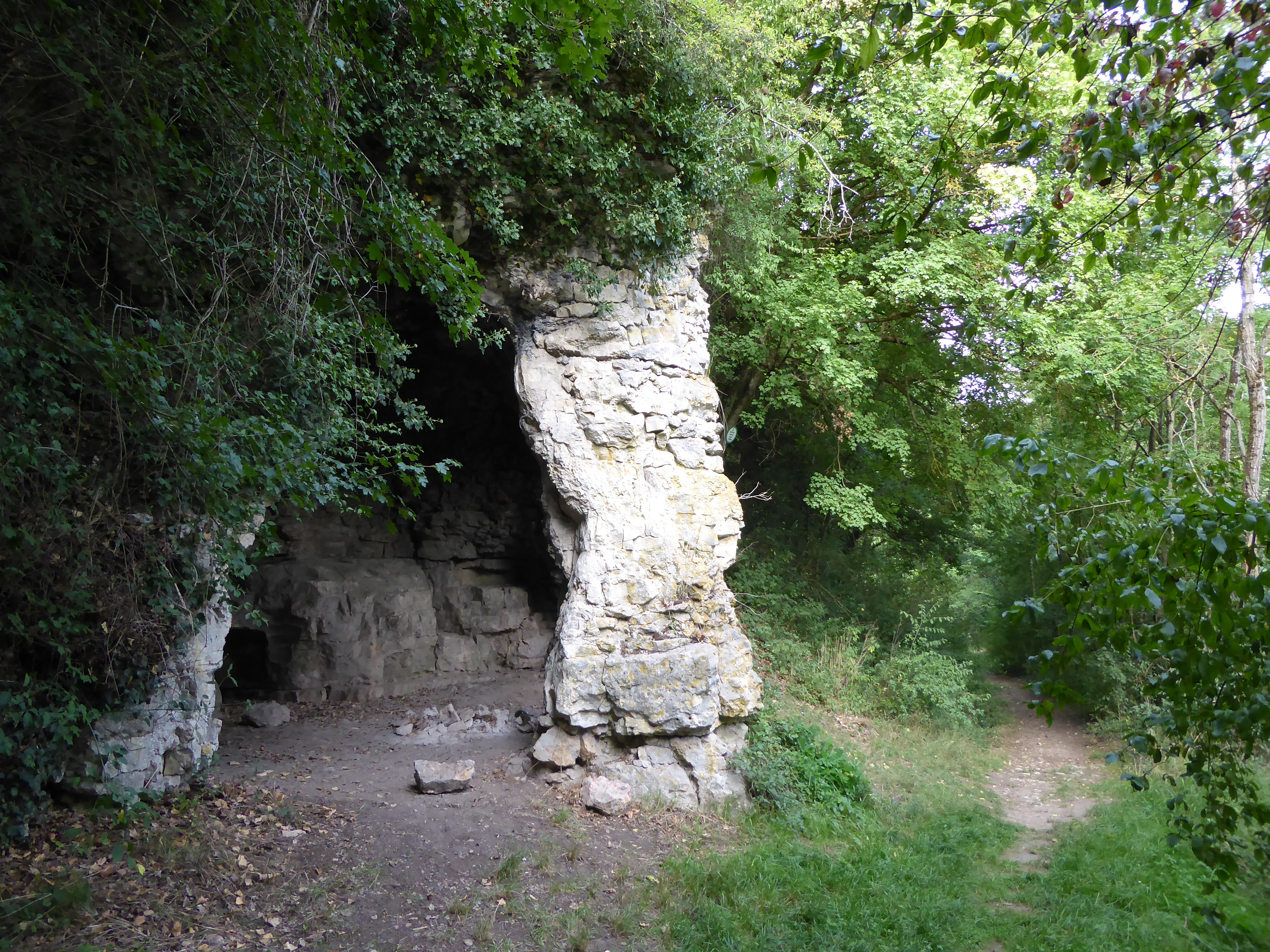
Le grand porche, vu depuis l'ouest.
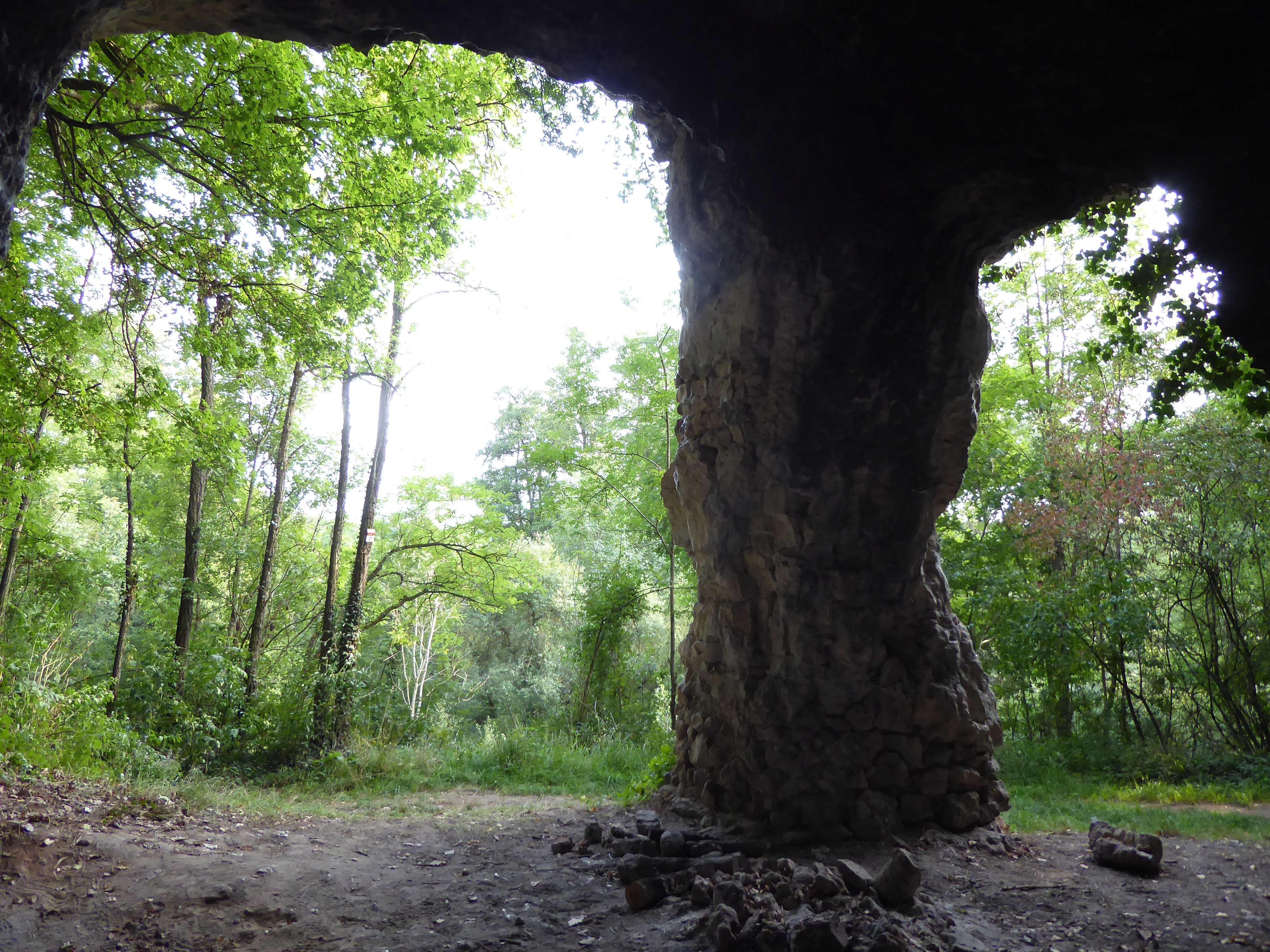
Vue de l'intérieur du grand porche.
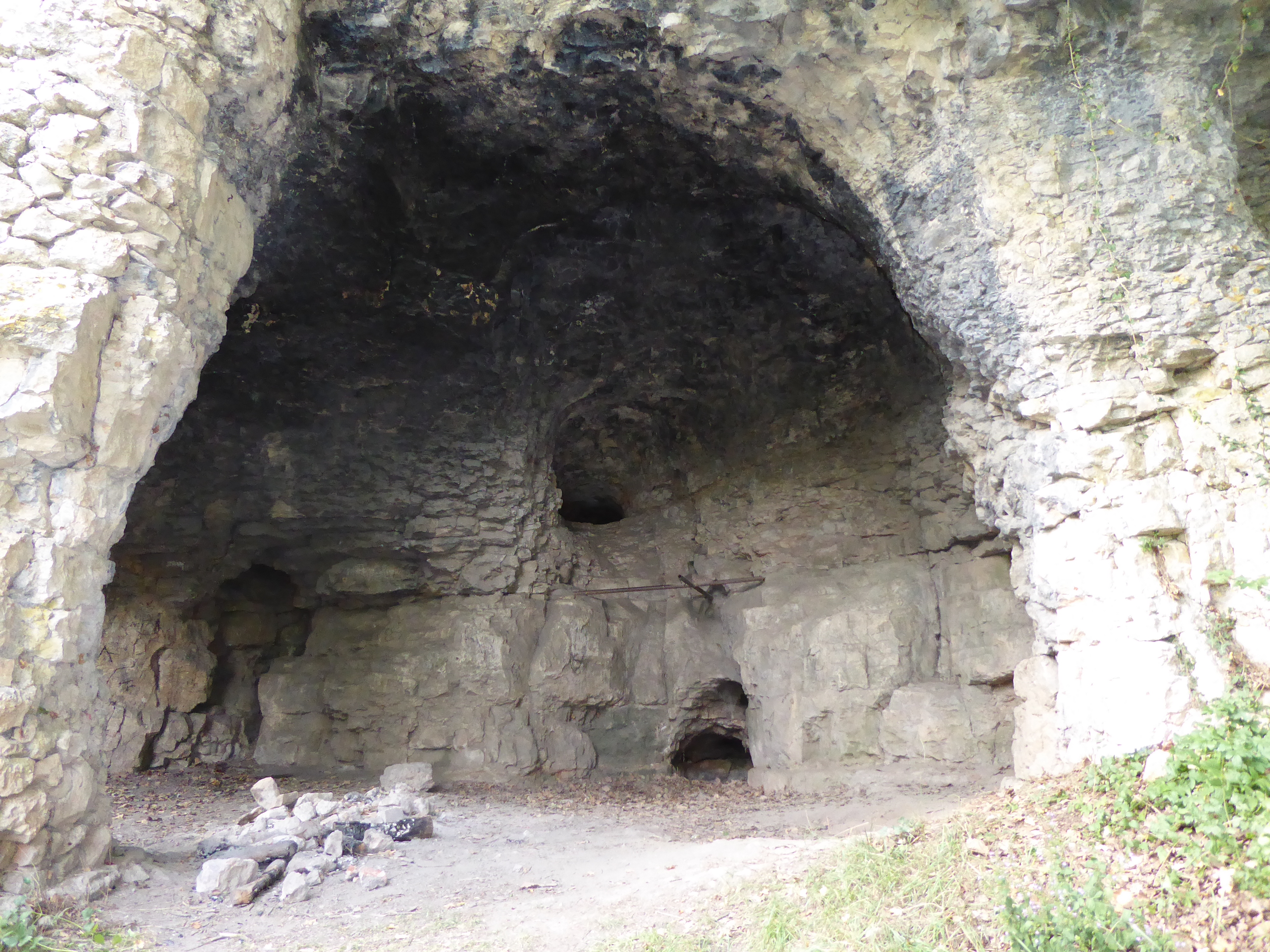
Fond du grand porche.

## Faune
En 1932, Paul Remy (°1894 - †1962) y recense 41 formes terrestres de campodéidés dont une seule, le collembole Tomocerus unidentatus C. Börner, pouvait être considérée comme troglobie,.
Le 24 mars 1949 Bruno Condé (°1920 - †2004) et B. Brutel découvrent des diploures campodéidés dans l'extrémité sud de la galerie des Merveilles. L'eau stagnante de la salle de l'Écho est peuplée de crustacés isopodes du genre Cæcosphæroma burgundum, Dollfus, 1898. De plus, ils y prélèvent des ostracodes Sphæromicola topsenti, Paris, 1916. D'après le professeur J.-P. Henry, la présence de Cæcosphæroma est accidentelle, certainement due à une forte pluviométrie au printemps 1949.
En 2020, Olivier Gradot et Théo Prévot repèrent Androniscus dentiger entre la salle aux 3 issues et la galerie transversale, ce qui est une redécouverte 60 ans après une observation de J.-P. Henry en 1959 dans la galerie de l'Est.
Les entrées de la grotte abritent une faune troglophile comprenant notamment l'araignée Meta menardi et les papillons Paon-du-jour et Découpure.

## Classement spéléologique
L'ensemble de la cavité est de classe 1 à l'exception de quelques parties classées 2.

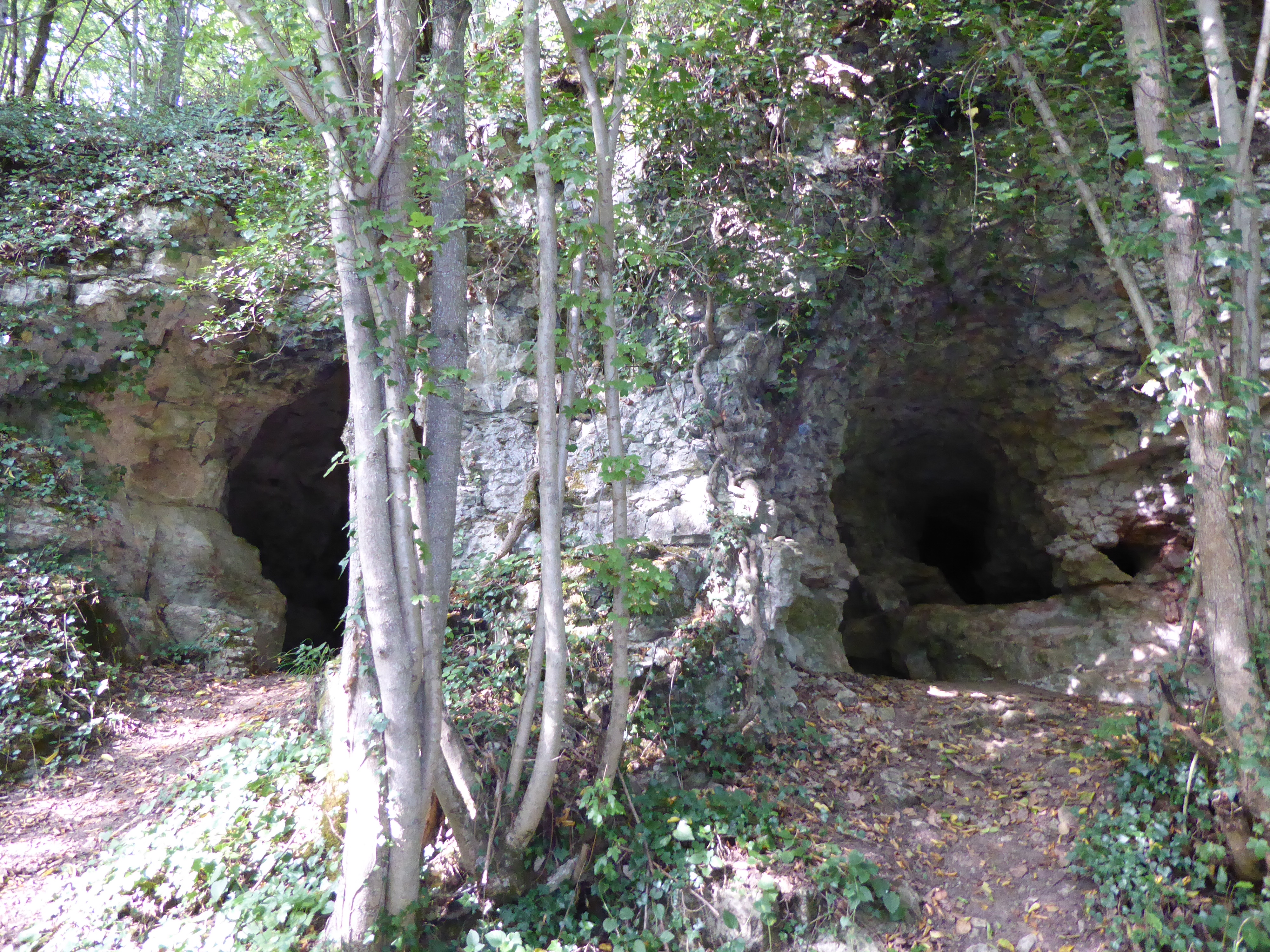
Entrées H (à gauche) et I donnant sur le labyrinthe.
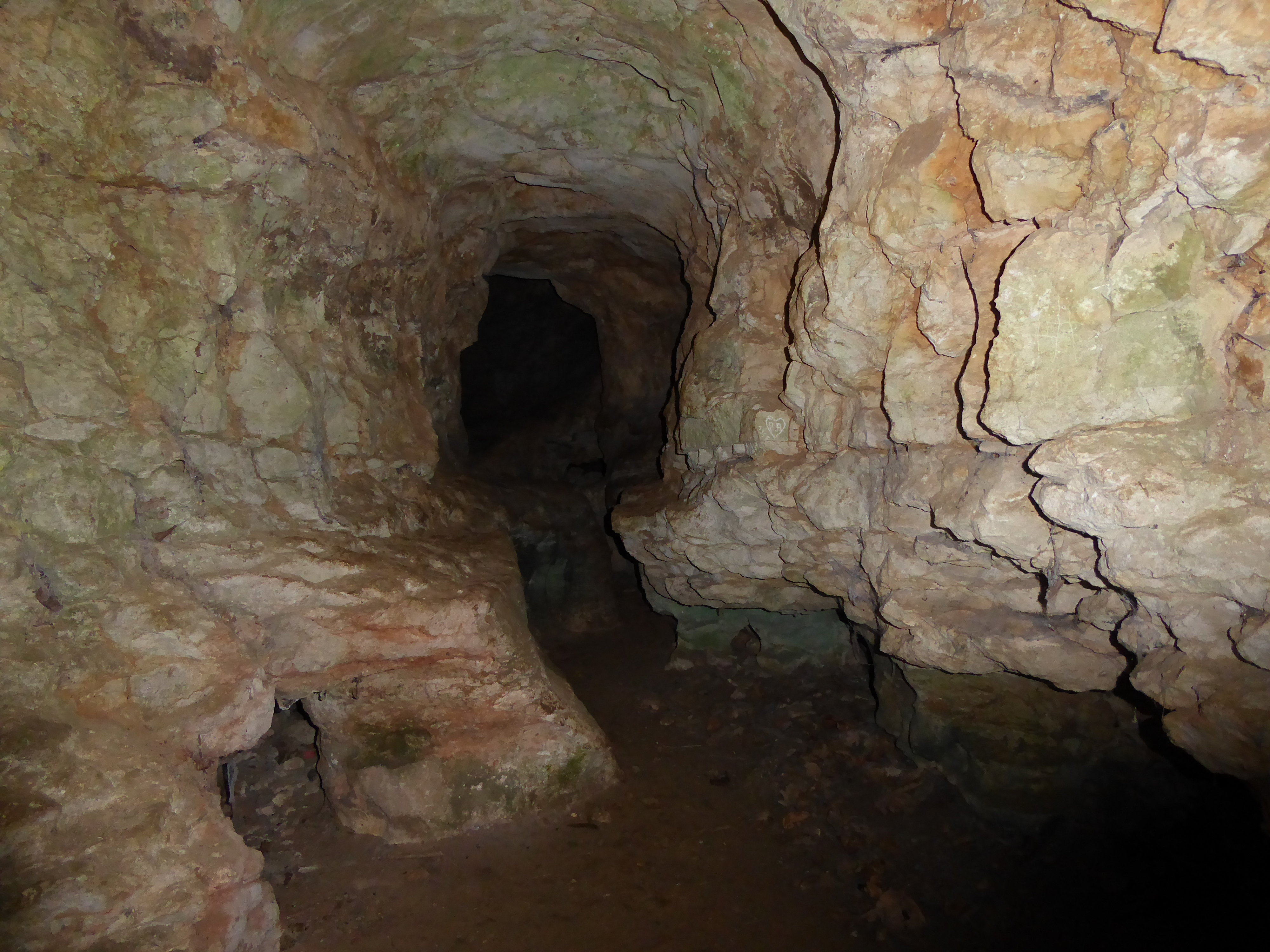
Porche entrée H.
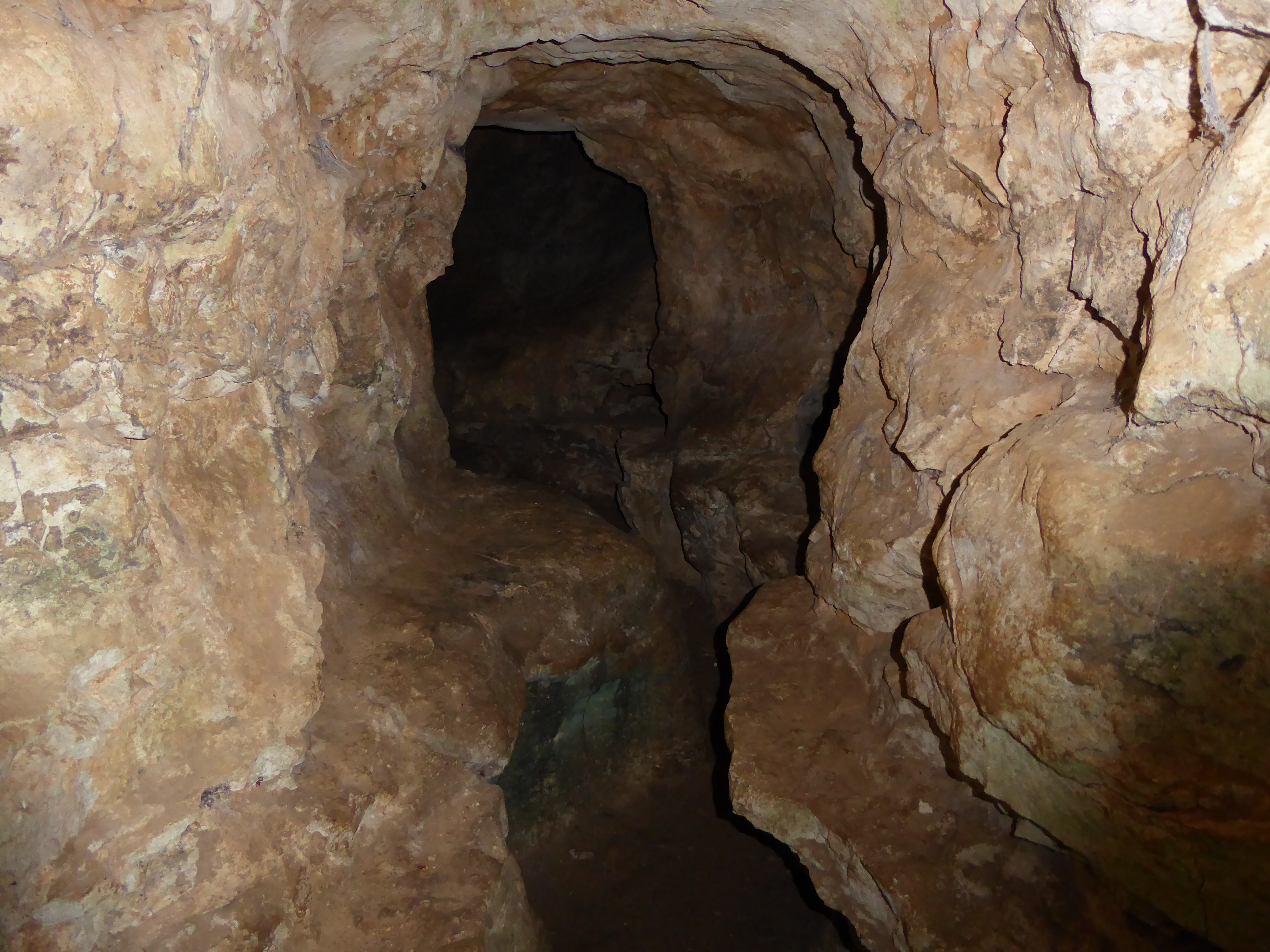
Fond du porche entrée H.
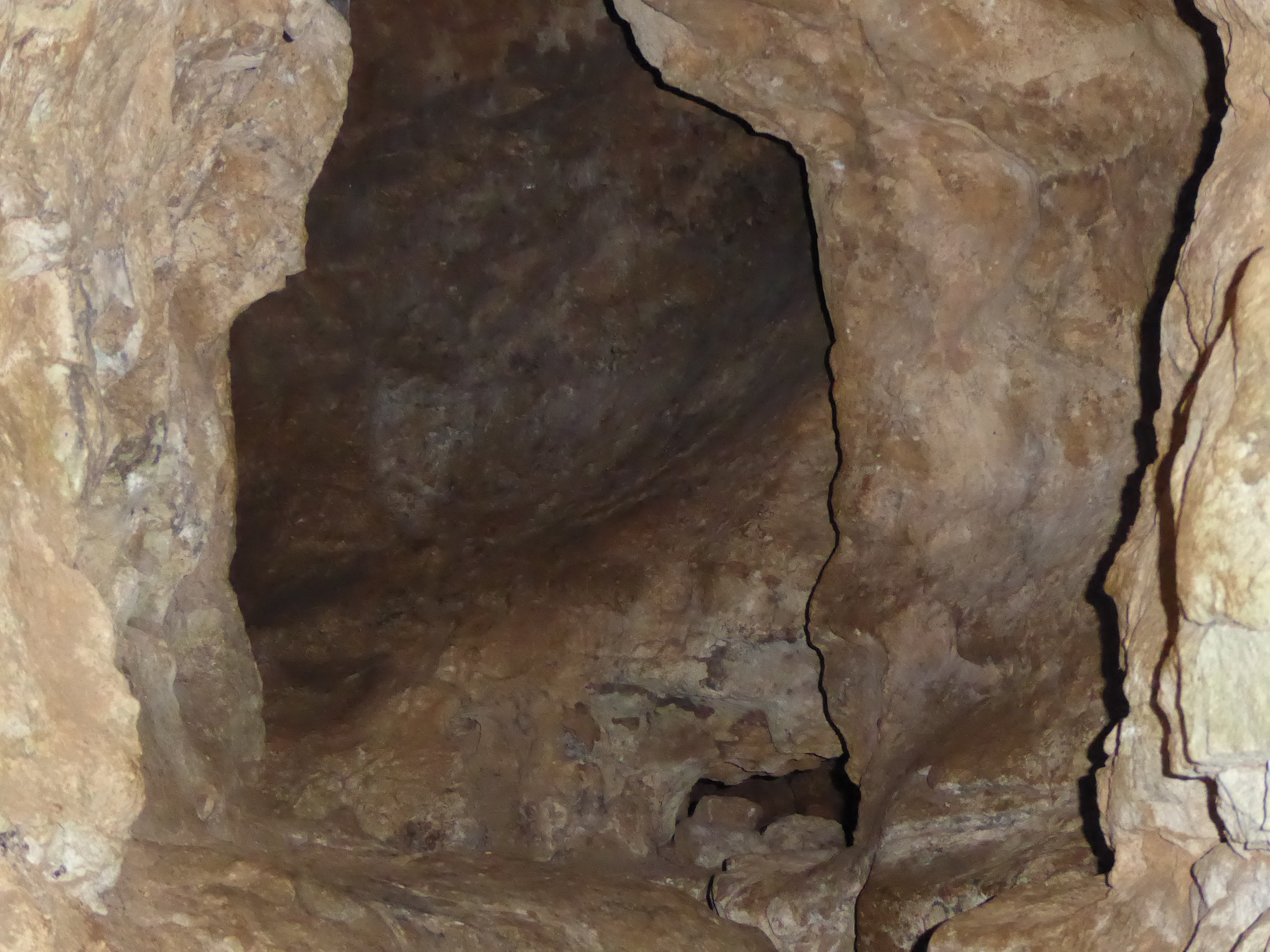
Fond du porche entrée H.
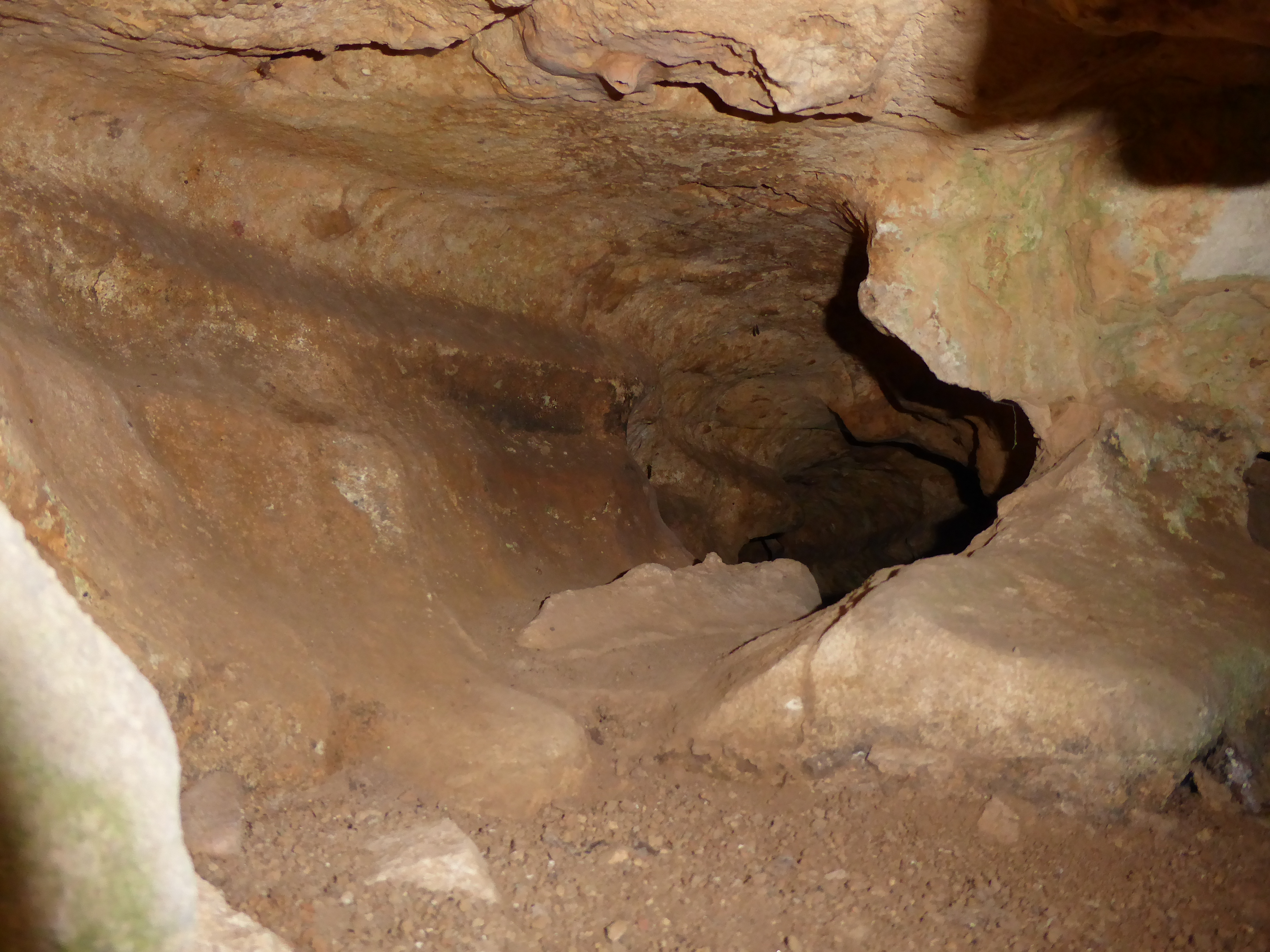
Début de galerie vers le labyrinthe.